# Thauron
Thauron település Franciaországban, Creuse megyében. Lakosainak száma 170 fő (2022. január 1.). Thauron Bosmoreau-les-Mines, Janaillat, Mansat-la-Courrière, Pontarion, Sardent, Soubrebost és Saint-Dizier-Masbaraud községekkel határos.

## Népesség
A település népessége az elmúlt években az alábbi módon változott:
| Lakosok száma | 225  | 169  | 190  | 186  | 178  | 177  | 174  | 175  | 177  | 170  |
|               | 1968 | 1982 | 1990 | 2006 | 2013 | 2015 | 2017 | 2019 | 2020 | 2022 |